# Фернас (округ, Небраска)
Шаблон:StateAbbr_ 40°10′ пн. ш. 99°55′ зх. д. / 40.17° пн. ш. 99.91° зх. д.
Округ Фернас (англ. Furnas County) — округ (графство) у штаті Небраска, США. Ідентифікатор округу 31065.

## Історія
Округ утворений 1873 року.

## Демографія
За даними перепису
2000 року
загальне населення округу становило 5324 осіб, усе сільське.
Серед мешканців округу чоловіків було 2555, а жінок — 2769. В окрузі було 2278 домогосподарств, 1490 родин, які мешкали в 2730 будинках.
Середній розмір родини становив 2,88.
Віковий розподіл населення поданий у таблиці:
| Стать    | До 15 років | 15-21 | 22-29 | 30-39 | 40-49 | 50-65 | 65-85 | Понад 85 |
| -------- | ----------- | ----- | ----- | ----- | ----- | ----- | ----- | -------- |
| Чоловіки | 526         | 242   | 150   | 284   | 403   | 445   | 445   | 60       |
| Жінки    | 499         | 200   | 170   | 289   | 401   | 449   | 590   | 171      |

## Суміжні округи
- Госпер — північ
- Фелпс — північний схід
- Гарлан — схід
- Нортон, Канзас — південь
- Декатур, Канзас — південний захід
- Ред-Віллоу — захід
- Фронтьєр — північний захід